# Zby
Zby este un gen extinct de dinozaur sauropod turiasaurian din perioada Jurasicului. A fost numit astfel de Octávio Mateus împreună cu Philip D. Mannion și Pavel Upchurch, în anul 2014. Fosilele sale au fost descoperite în Europa, mai exact în Portugalia.

## Caracteristici
Avea o lungime de aproximativ 18-20 metri, o înălțime de aproximativ 5 metri și o greutate de aproximativ 20 de tone. Modul său era erbivor, se hrănea cu plante. 